# Hosmer (Dél-Dakota)
Hosmer falu az Amerikai Egyesült Államok Dél-Dakota államában, Edmunds megyében. Lakosainak száma 164 fő (2020. április 1.).

## Népesség
A település népességének változása:

| 2010 | 208 |
| 2020 | 164 |